# Larissa (księżyc)
Larissa (Neptun VII) – księżyc Neptuna, piąty pod względem odległości od planety.
Księżyc ten został odkryty przez Harolda Reitsemę i jego zespół w wyniku obserwacji zakrycia gwiazdy przez Neptuna w maju 1981 roku; otrzymał tymczasowe oznaczenie S/1981 N 1. Bezpośrednio został zaobserwowany dopiero podczas przelotu sondy Voyager 2 w 1989 roku, kiedy to otrzymał oznaczenie S/1989 N 2.
Nazwa księżyca pochodzi od nimfy z mitologii greckiej.

## Charakterystyka fizyczna

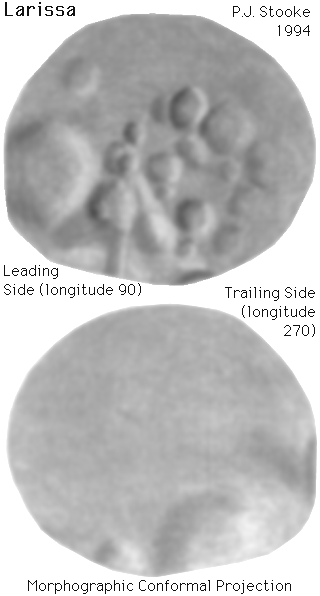
Mapa Larissy

Larissa ma nieregularny (niesferyczny) kształt, a jej powierzchnia wygląda na gęsto usianą kraterami, nie wykazując przy tym śladów jakiejkolwiek modyfikacji geologicznej. Nie posiadamy o niej wiele więcej informacji. Orbita Larissy znajduje się wewnątrz granicy Roche’a Neptuna, przez co siły pływowe działające na ten księżyc spowodują, że pewnego dnia rozpadnie się on, a jego pozostałości zasilą pierścień planety.
Larissa to również nazwa planetoidy, (1162) Larissa. Istnieje też paronimiczna planetoida (302) Clarissa.